# Sigh No More
Sigh No More is het debuutalbum van de Londense folkrockgroep Mumford & Sons. Het werd in het Verenigd Koninkrijk uitgebracht op 5 oktober 2009 en in de Verenigde Staten op 16 februari 2010. Het album kwam binnen op de elfde plaats in de Britse Albums Chart. Het album werd door de RIAA met platina onderscheiden.

## Singles
- "Little Lion Man" werd uitgebracht op 28 september 2009 en bereikte de 21ste positie in de Britse Singles Chart.
- "Winter Winds" werd uitgebracht op 7 december 2009 en bereikte de 44ste positie in de Britse Singles Chart.
- "The Cave" is als derde single uitgebracht op 1 maart 2010.

## Tracklist
| 1.                 | Sigh No More         | 3:27 |
| 2.                 | The Cave             | 3:37 |
| 3.                 | Winter Winds         | 3:39 |
| 4.                 | Roll Away Your Stone | 4:23 |
| 5.                 | White Blank Page     | 4:14 |
| 6.                 | I Gave You All       | 4:20 |
| 7.                 | Little Lion Man      | 4:06 |
| 8.                 | Timshel              | 2:53 |
| 9.                 | Thistle & Weeds      | 4:49 |
| 10.                | Awake My Soul        | 4:15 |
| 11.                | Dust Bowl Dance      | 4:43 |
| 12.                | After the Storm      | 4:07 |
| Totale duur: 48:33 |                      |      |

## Bezetting
| - Ted Dwane - Ben Lovett - Marcus Mumford - Country Winston - Christopher Allan - cello - Pete Beachill - trombone - Nell Catchpole - viool, altviool - Nick Etwell - trompet, bugel - Tom Hobden - strings | - François Chevallier - engineer - Ruadhri Cushnan - mixage - Markus Dravs - producer, piano - Max Knight - fotografie - Bob Ludwig - mastering - Samuel Navel - assistent - Adam Tudhope - management |

## Hitnoteringen

### NederlandseAlbum Top 100
| Hitnotering: 09-01-2010 t/m 01-10-2011 | Hitnotering: 09-01-2010 t/m 01-10-2011 | Hitnotering: 09-01-2010 t/m 01-10-2011 | Hitnotering: 09-01-2010 t/m 01-10-2011 | Hitnotering: 09-01-2010 t/m 01-10-2011 | Hitnotering: 09-01-2010 t/m 01-10-2011 | Hitnotering: 09-01-2010 t/m 01-10-2011 | Hitnotering: 09-01-2010 t/m 01-10-2011 | Hitnotering: 09-01-2010 t/m 01-10-2011 | Hitnotering: 09-01-2010 t/m 01-10-2011 | Hitnotering: 09-01-2010 t/m 01-10-2011 | Hitnotering: 09-01-2010 t/m 01-10-2011 | Hitnotering: 09-01-2010 t/m 01-10-2011 | Hitnotering: 09-01-2010 t/m 01-10-2011 | Hitnotering: 09-01-2010 t/m 01-10-2011 | Hitnotering: 09-01-2010 t/m 01-10-2011 | Hitnotering: 09-01-2010 t/m 01-10-2011 | Hitnotering: 09-01-2010 t/m 01-10-2011 | Hitnotering: 09-01-2010 t/m 01-10-2011 | Hitnotering: 09-01-2010 t/m 01-10-2011 | Hitnotering: 09-01-2010 t/m 01-10-2011 | Hitnotering: 09-01-2010 t/m 01-10-2011 | Hitnotering: 09-01-2010 t/m 01-10-2011 | Hitnotering: 09-01-2010 t/m 01-10-2011 |
| Week:                                  | 1                                      | 2                                      | 3                                      | 4                                      | 5                                      | 6                                      | 7                                      | 8                                      | 9                                      | 10                                     | 11                                     | 12                                     | 13                                     | 14                                     | 15                                     | 16                                     | 17                                     | 18                                     | 19                                     | 20                                     | 21                                     | 22                                     | 23                                     |
| -------------------------------------- | -------------------------------------- | -------------------------------------- | -------------------------------------- | -------------------------------------- | -------------------------------------- | -------------------------------------- | -------------------------------------- | -------------------------------------- | -------------------------------------- | -------------------------------------- | -------------------------------------- | -------------------------------------- | -------------------------------------- | -------------------------------------- | -------------------------------------- | -------------------------------------- | -------------------------------------- | -------------------------------------- | -------------------------------------- | -------------------------------------- | -------------------------------------- | -------------------------------------- | -------------------------------------- |
| Positie:                               | 70                                     | 37                                     | 39                                     | 33                                     | 37                                     | 30                                     | 33                                     | 32                                     | 35                                     | 43                                     | 30                                     | 23                                     | 24                                     | 19                                     | 10                                     | 24                                     | 15                                     | 18                                     | 22                                     | 21                                     | 20                                     | 23                                     | 23                                     |
| Week:                                  | 24                                     | 25                                     | 26                                     | 27                                     | 28                                     | 29                                     | 30                                     | 31                                     | 32                                     | 33                                     | 34                                     | 35                                     | 36                                     | 37                                     | 38                                     | 39                                     | 40                                     | 41                                     | 42                                     | 43                                     | 44                                     | 45                                     | 46                                     |
| Positie:                               | 24                                     | 25                                     | 20                                     | 15                                     | 14                                     | 12                                     | 13                                     | 11                                     | 8                                      | 10                                     | 3                                      | 5                                      | 5                                      | 10                                     | 11                                     | 12                                     | 13                                     | 19                                     | 21                                     | 17                                     | 24                                     | 23                                     | 31                                     |
| Week:                                  | 47                                     | 48                                     | 49                                     | 50                                     | 51                                     | 52                                     | 53                                     | 54                                     | 55                                     | 56                                     | 57                                     | 58                                     | 59                                     | 60                                     | 61                                     | 62                                     | 63                                     | 64                                     | 65                                     | 66                                     | 67                                     | 68                                     | 69                                     |
| Positie:                               | 35                                     | 27                                     | 23                                     | 21                                     | 21                                     | 18                                     | 12                                     | 14                                     | 14                                     | 15                                     | 5                                      | 10                                     | 13                                     | 9                                      | 10                                     | 17                                     | 18                                     | 22                                     | 21                                     | 21                                     | 17                                     | 17                                     | 23                                     |
| Week:                                  | 70                                     | 71                                     | 72                                     | 73                                     | 74                                     | 75                                     | 76                                     | 77                                     | 78                                     | 79                                     | 80                                     | 81                                     | 82                                     | 83                                     | 84                                     | 85                                     | 86                                     | 87                                     | 88                                     | 89                                     | 90                                     | 91                                     |                                        |
| Positie:                               | 32                                     | 31                                     | 37                                     | 38                                     | 31                                     | 33                                     | 31                                     | 46                                     | 34                                     | 41                                     | 42                                     | 43                                     | 39                                     | 29                                     | 33                                     | 31                                     | 44                                     | 41                                     | 55                                     | 52                                     | 73                                     | 77                                     | uit                                    |

### VlaamseUltratop 100Albums
| Hitnotering: 24-10-2009 t/m 01-10-2011 | Hitnotering: 24-10-2009 t/m 01-10-2011 | Hitnotering: 24-10-2009 t/m 01-10-2011 | Hitnotering: 24-10-2009 t/m 01-10-2011 | Hitnotering: 24-10-2009 t/m 01-10-2011 | Hitnotering: 24-10-2009 t/m 01-10-2011 | Hitnotering: 24-10-2009 t/m 01-10-2011 | Hitnotering: 24-10-2009 t/m 01-10-2011 | Hitnotering: 24-10-2009 t/m 01-10-2011 | Hitnotering: 24-10-2009 t/m 01-10-2011 | Hitnotering: 24-10-2009 t/m 01-10-2011 | Hitnotering: 24-10-2009 t/m 01-10-2011 | Hitnotering: 24-10-2009 t/m 01-10-2011 | Hitnotering: 24-10-2009 t/m 01-10-2011 | Hitnotering: 24-10-2009 t/m 01-10-2011 | Hitnotering: 24-10-2009 t/m 01-10-2011 | Hitnotering: 24-10-2009 t/m 01-10-2011 | Hitnotering: 24-10-2009 t/m 01-10-2011 | Hitnotering: 24-10-2009 t/m 01-10-2011 | Hitnotering: 24-10-2009 t/m 01-10-2011 | Hitnotering: 24-10-2009 t/m 01-10-2011 | Hitnotering: 24-10-2009 t/m 01-10-2011 |
| Week:                                  | 1                                      | 2                                      | 3                                      | 4                                      | 5                                      | 6                                      | 7                                      | 8                                      | 9                                      | 10                                     | 11                                     | 12                                     | 13                                     | 14                                     | 15                                     | 16                                     | 17                                     | 18                                     | 19                                     | 20                                     | 21                                     |
| -------------------------------------- | -------------------------------------- | -------------------------------------- | -------------------------------------- | -------------------------------------- | -------------------------------------- | -------------------------------------- | -------------------------------------- | -------------------------------------- | -------------------------------------- | -------------------------------------- | -------------------------------------- | -------------------------------------- | -------------------------------------- | -------------------------------------- | -------------------------------------- | -------------------------------------- | -------------------------------------- | -------------------------------------- | -------------------------------------- | -------------------------------------- | -------------------------------------- |
| Positie:                               | 94                                     | 31                                     | 36                                     | 40                                     | 39                                     | 60                                     | 38                                     | 43                                     | 49                                     | 46                                     | 55                                     | 65                                     | 46                                     | 17                                     | 11                                     | 15                                     | 15                                     | 18                                     | 8                                      | 8                                      | 10                                     |
| Week:                                  | 22                                     | 23                                     | 24                                     | 25                                     | 26                                     | 27                                     | 28                                     | 29                                     | 30                                     | 31                                     | 32                                     | 33                                     | 34                                     | 35                                     | 36                                     | 37                                     | 38                                     | 39                                     | 40                                     | 41                                     | 42                                     |
| Positie:                               | 11                                     | 9                                      | 14                                     | 14                                     | 17                                     | 14                                     | 12                                     | 7                                      | 6                                      | 8                                      | 15                                     | 15                                     | 14                                     | 15                                     | 24                                     | 17                                     | 13                                     | 7                                      | 6                                      | 6                                      | 7                                      |
| Week:                                  | 43                                     | 44                                     | 45                                     | 46                                     | 47                                     | 48                                     | 49                                     | 50                                     | 51                                     | 52                                     | 53                                     | 54                                     | 55                                     | 56                                     | 57                                     | 58                                     | 59                                     | 60                                     | 61                                     | 62                                     | 63                                     |
| Positie:                               | 10                                     | 9                                      | 8                                      | 3                                      | 3                                      | 7                                      | 8                                      | 12                                     | 6                                      | 9                                      | 13                                     | 16                                     | 23                                     | 27                                     | 37                                     | 26                                     | 37                                     | 32                                     | 31                                     | 28                                     | 24                                     |
| Week:                                  | 64                                     | 65                                     | 66                                     | 67                                     | 68                                     | 69                                     | 70                                     | 71                                     | 72                                     | 73                                     | 74                                     | 75                                     | 76                                     | 77                                     | 78                                     | 79                                     | 80                                     | 81                                     | 82                                     | 83                                     | 84                                     |
| Positie:                               | 28                                     | 16                                     | 17                                     | 20                                     | 17                                     | 21                                     | 26                                     | 25                                     | 19                                     | 30                                     | 37                                     | 43                                     | 59                                     | 50                                     | 53                                     | 72                                     | 67                                     | 37                                     | 42                                     | 39                                     | 46                                     |
| Week:                                  | 85                                     | 86                                     | 87                                     | 88                                     | 89                                     | 90                                     | 91                                     | 92                                     | 93                                     | 94                                     | 95                                     | 96                                     | 97                                     | 98                                     | 99                                     | 100                                    | 101                                    | 102                                    |                                        |                                        |                                        |
| Positie:                               | 63                                     | 60                                     | 51                                     | 48                                     | 59                                     | 62                                     | 63                                     | 69                                     | 70                                     | 61                                     | 59                                     | 51                                     | 52                                     | 68                                     | 60                                     | 62                                     | 89                                     | 73                                     | uit                                    |                                        |                                        |